# 국가별인권상황정기검토
국가별인권상황정기검토(Universal Periodic Review)는 4년마다 모든 유엔 가입국 (총 192국)의 인권실황을 검토하는 국가가 주도하는 절차로서 유엔 인권이사회 주최 하에 각 가입국의 국내 인권상황에 대한 개선 노력과 인권에 대한 국제적인 의무 실행 노력을 발표한다. 2006년 3월 15일 UN 총회의 결의 60/251로 탄생한 비교적 새로운 인권 매커니즘이다.

## 주제
사형제, 집회와 시위의 자유, 국가보안법, 차별금지, 장애인차별, 이주노동자, 결혼이주여성, 신념에 따른 병역거부, 여성폭력 및 가정폭력, 아동체벌, 비정규직 노동자, 주민등록제도 등 한국의 핵심적 인권상황들이 다루어진다.

## 방법
검토 대상국 정부가 제출하는 보고서(20쪽), NGO보고서(5쪽), 국가인권위원회보고서(5쪽), 그리고 유엔인권고등판무관실(OHCHR)에서 준비하는 보고서(10쪽)를 토대로 검토를 한다.